# 氷上娘
氷上娘（ひかみのいらつめ、？ - 天武天皇11年1月18日（682年3月2日））は、飛鳥時代の女性。藤原鎌足の娘。藤原不比等・五百重娘の姉。天武天皇の夫人で、但馬皇女の母。氷上大刀自、氷上夫人。
天武天皇11年1月18日、宮中で薨去し、赤穂に葬られた。『万葉集』に「藤原夫人歌一首」藤原夫人の歌一首 浄御原宮御宇天皇之夫人也　字曰氷上大刀自也
朝夕あさよひに音ねのみし泣けば焼き太刀の利心とごころも我あれは思ひかねつも（万20-4479）
【通釈】朝晩、声を放って泣いてばかりいるので、とても気丈な思いでなどいられません。
【補記】題詞の「藤原夫人」は、脚注にあるように天武天皇の夫人氷上大刀自。「焼き大刀」は、焼き鍛えた大刀。「焼き大刀の」で、鋭利の意の「利(と)」に掛かる枕詞。「利心」は、鋭い心、しっかりした心。天武天皇挽歌。があり、「浄御原宮御宇天皇之夫人也　字曰氷上大刀自也」と注がある。

## 系譜
- 父：藤原鎌足
- 妹：五百重娘 - 天武天皇夫人

- 夫：天武天皇
  - 子女：但馬皇女